# Ooredoo
Ooredoo QSC (dawniej Qtel) – międzynarodowe przedsiębiorstwo telekomunikacyjne z siedzibą w Katarze.
Funkcjonuje w Algierii, Indonezji, Iraku, Kuwejcie, Laosie, Birmie, Omanie, Palestynie, Katarze, Singapurze, Tunezji oraz na Malediwach.
Przedsiębiorstwo zostało założone w 1987 roku jako Qtel Group.